# Бейнс, Паулина

Паулина Бейнс

Классическая обложка «Льва, колдуньи и платяного шкафа» работы Паулины Бейнс

Паулина Бейнс (англ. Pauline Baynes; 9 сентября 1922, Хоув, Сассекс, Англия — 2 августа 2008) — английская художница, автор иллюстраций к более чем 100 книгам, включая работы Клайва Стейплза Льюиса и Джона Рональда Руэла Толкина. 
Родилась в Хоуве, Сассекс. В течение нескольких лет она росла в Индии, но её вместе со старшей сестрой отправили обратно в Англию для обучения в школе. Обучалась в Школе искусств Фарнхема, а позже в Школе изящных искусств Слейда. Бейнс вышла замуж за немца Фрице Отто Гаше в 1961 году, и они жили в деревне недалеко от Фарнхема до его смерти в 1988 году.
Бейнс наиболее известна своими иллюстрациями к «Хроникам Нарнии» Клайва Стейплза Льюиса. Её работы также появились в произведениях Джона Рональда Руэла Толкина «Фермер Джайлс из Хэма», «Приключения Тома Бомбадила», «Кузнец из Большого Вуттона», «Дерево и лист», а также в «Последней песне Бильбо» (вышла в качестве постера в 1974 году, а в качестве книги — в 1990).